# James Bruce (réalisateur)
Pour les articles homonymes, voir James Bruce et Bruce.
James Bruce est un monteur, producteur et réalisateur américain.

## Filmographie

### Acteur
- 1995 : Dirty Money : Train Station Beatnik
- 1997 : Total Force : Rn 212 guard
- 2000 : Mercury in Retrograde : The Bedouin

### Monteur
- 1985 : Alamo Bay
- 1986 : God's Country (TV)
- 1988 : The Suicide Club
- 1990 : Bail Jumper
- 1995 : Dirty Money

### Producteur
- 1986 : À la poursuite du bonheur (TV)
- 1988 : The Suicide Club
- 1995 : Dirty Money
- 2000 : Another Happy Tear
- 2003 : The Restaurant (série télévisée)
- 2004 : The Apprentice (série télévisée)
- 2004 : The Casino (série télévisée)
- 2005 : Meet Mister Mom (série télévisée)
- 2007 : Big Shot Live (série télévisée)

### Réalisateur
- 1988 : The Suicide Club
- 1995 : Dirty Money
- 1995 : Headless Body in Topless Bar (en)
- 1996 : Mike Land, détective (Land's End) (série télévisée)
- 1996 : Highlander (série télévisée)
- 1997 : The Girl Gets Moe
- 1998 : Conan (série télévisée)
- 1999 : Les Nouvelles Aventures de Robin des Bois (The New Adventures of Robin Hood) (série télévisée)
- 2000 : Another Happy Tear
- 2000 : Une si ravissante voleuse (Perilous) (TV)
- 2002 : Frères de sang (Whacked!)
- 2003 : Mafia rouge (Den of Lions)

## Distinctions
- Nomination à l'Emmy Award du meilleur programme de télé-réalité en 2003 pour Survivor, ainsi qu'en 2004 et 2005 pour The Apprentice.